# Legqog
Legqog (Hán-Việt: Liệt Xác; sinh tháng 10 năm 1944) là chính khách nước Cộng hòa Nhân dân Trung Hoa. Ông từng là Chủ nhiệm Ủy ban Thường vụ Đại hội đại biểu nhân dân khu tự trị Tây Tạng và Chủ tịch Chính phủ nhân dân khu tự trị Tây Tạng.
Ông là Ủy viên dự khuyết Ban Chấp hành Trung ương Đảng Cộng sản Trung Quốc khóa XV (1997 - 2002), Ủy viên Ban Chấp hành Trung ương Đảng Đảng Cộng sản Trung Quốc các khóa XVI (2002 - 2007) và XVII (2007 - 2012).

## Tiểu sử

### Thân thế
Legqog là người Tạng sinh tháng 10 năm 1944, người Giang Tư, Tây Tạng.

### Giáo dục
Tháng 9 năm 1983 đến tháng 7 năm 1985, ông theo học lớp văn hóa cán bộ lớp nâng cao tại Trường Đảng Trung ương Đảng Cộng sản Trung Quốc.

### Sự nghiệp
Tháng 4 năm 1972, ông gia nhập Đảng Cộng sản Trung Quốc.
Tháng 6 năm 1973 đến tháng 1 năm 1975, ông làm Bí thư Đoàn Thanh niên Cộng sản Huyện ủy Giang Tư tức Bí thư Huyện Đoàn Giang Tư, khu tự trị Tây Tạng, Ủy viên Huyện ủy Giang Tư, Ủy viên Ban Thường vụ Đoàn Thanh niên Cộng sản Địa ủy địa khu Nhật Khách Tắc.
Tháng 1 năm 1980, ông được bổ nhiệm giữ chức Phó Trưởng phòng Tổ chức, Ban Tổ chức Khu ủy Khu tự trị Tây Tạng. Tháng 8 năm 1980, ông được bổ nhiệm làm Phó Trưởng Ban Tổ chức Khu ủy Khu tự trị Tây Tạng. Tháng 12 năm 1986, ông được bổ nhiệm giữ chức Phó Trưởng Ban Thường trực Ban Tổ chức Khu ủy Khu tự trị Tây Tạng.
Tháng 2 năm 1991, ông được luân chuyển làm Bí thư Thành ủy Lhasa, khu tự trị Tây Tạng. Tháng 3 năm 1991, ông được bầu làm Ủy viên Ban Thường vụ Khu ủy Khu tự trị Tây Tạng khóa IV kiêm Bí thư Thành ủy Lhasa. Tháng 11 năm 1994, ông được bổ nhiệm giữ chức Phó Bí thư Khu ủy Khu tự trị Tây Tạng kiêm Bí thư Thành ủy Lhasa.
Tháng 4 năm 1995, tại hội nghị lần thứ 13 của Ủy ban Thường vụ Đại hội đại biểu nhân dân khóa VI khu tự trị Tây Tạng, ông được bầu làm Phó Chủ tịch Thường trực Chính phủ nhân dân Khu tự trị Tây Tạng kiêm Phó Bí thư Khu ủy Khu tự trị Tây Tạng. Tháng 8 năm 1995, ông được bầu làm Phó Bí thư Khu ủy Khu tự trị Tây Tạng khóa V.
Tháng 5 năm 1998, tại hội nghị lần thứ nhất của Đại hội đại biểu nhân dân khóa VII khu tự trị Tây Tạng, ông được bầu làm Chủ tịch Chính phủ nhân dân Khu tự trị Tây Tạng kiêm Phó Bí thư Khu ủy Khu tự trị Tây Tạng. Tháng 9 năm 2000, ông nhậm chức Phó Bí thư Thường trực Khu ủy Khu tự trị Tây Tạng kiêm Chủ tịch Chính phủ nhân dân Khu tự trị Tây Tạng.
Tháng 5 năm 2003, ông được bầu làm Chủ nhiệm Ủy ban Thường vụ Đại hội đại biểu nhân dân khu tự trị Tây Tạng khóa VIII kiêm Phó Bí thư Thường trực Khu ủy Khu tự trị Tây Tạng. Tháng 10 năm 2006, ông nhậm chức Phó Bí thư Khu ủy Khu tự trị Tây Tạng kiêm Chủ nhiệm Ủy ban Thường vụ Đại hội đại biểu nhân dân khu tự trị Tây Tạng khóa VIII.
Tháng 1 năm 2008, ông được bầu tái đắc cử chức vụ Chủ nhiệm Ủy ban Thường vụ Đại hội đại biểu nhân dân khu tự trị Tây Tạng khóa IX.
Ngày 17 tháng 3 năm 2008, hội nghị lần thứ nhất của Đại hội đại biểu Nhân dân toàn quốc (Quốc hội Trung Quốc) khóa XI nhiệm kỳ 2008 đến năm 2013 thông qua bầu ông làm Phó Chủ nhiệm Ủy ban Dân tộc của Nhân đại toàn quốc.
Tháng 1 năm 2010, Ủy ban Trung ương Đảng Cộng sản Trung Quốc quyết định ông thôi giữ chức Ủy viên Khu ủy Khu tự trị Tây Tạng, Ủy viên Ban Thường vụ Khu ủy Khu tự trị Tây Tạng và Phó Bí thư Khu ủy Khu tự trị Tây Tạng.
Ngày 15 tháng 1 năm 2010, tại hội nghị lần thứ ba của Đại hội đại biểu nhân dân khóa IX khu tự trị Tây Tạng, ông được miễn nhiệm chức vụ Chủ nhiệm Ủy ban Thường vụ Đại hội đại biểu nhân dân khu tự trị Tây Tạng.